# Cyrille Van Hauwaert
Cyrille Van Hauwaert (Moorslede, 16 dicembre 1883 – Zellik, 15 febbraio 1974) è stato un ciclista su strada e pistard belga.
Professionista dal 1907 al 1915, vinse una Milano-Sanremo e una Parigi-Roubaix.

## Carriera
Van Hauwaert fu il primo ciclista belga ad imporsi a livello internazionale nei primi decenni del XX secolo, nei quali vinse alcune delle principali classiche europee. Si aggiudicò la vittoria in due edizioni della Bordeaux-Parigi, di una Milano-Sanremo e una Parigi-Roubaix. Solo Sean Kelly nel 1986 e John Degenkolb nel 2015 riuscirono a ripetere la vittoria di Milano-Sanremo e Parigi-Roubaix nella stessa stagione. Le vittorie in queste corse gli valsero l'appellativo di Leone delle Fiandre.
Fu il primo belga ad essere stato in testa, seppure per un solo giorno, al Tour de France, in cui vinse la prima tappa da Parigi a Roubaix.
Fu attivo anche su pista, specialità in cui vinse due Sei Giorni di Bruxelles.

## Palmarès

### Strada
- 1907 (La Française, una vittoria)

Bordeaux-Parigi
- 1908 (Alcyon-Dunlop, due vittorie)

Milano-Sanremo
Parigi-Roubaix
- 1909 (Alcyon-Dunlop, quattro vittorie)

4ª tappa Giro del Belgio (Charleroi > Namur)
Campionati belgi, Prova in linea
Bordeaux-Parigi
1ª tappa Tour de France (Parigi > Roubaix)
- 1910 (Alcyon-Dunlop, una vittoria)

Parigi-Menin

### Pista
- 1914

Sei Giorni di Bruxelles (con John Stol)
- 1915

Sei Giorni di Bruxelles (con Joseph Van Bever)

## Piazzamenti

### Grandi Giri
- Tour de France

1907: ritirato (10ª tappa)
1908: ritirato (6ª tappa)
1909: 5º
1910: 4º

### Classiche monumento
- Milano-Sanremo

1908: vincitore
1909: 4º
1910: ritirato
1912: 29º
- Parigi-Roubaix

1907: 2º
1908: vincitore
1909: 4º
1910: 2º
1911: 3º
1914: 6º
- Giro di Lombardia

1909: 6º
1911: 3º